# Virtasaari (ö i Södra Savolax, S:t Michel, lat 61,26, long 27,39)
Virtasaari är en ö i Finland. Den ligger i sjön Lahnavesi och i kommunen Sankt Michel i den ekonomiska regionen  S:t Michel och landskapet Södra Savolax, i den södra delen av landet, 180 km nordost om huvudstaden Helsingfors. Öns area är 3,6 hektar och dess största längd är 300 meter i öst-västlig riktning.